# 미쿠모역
미쿠모역(일본어: 三雲駅, みくもえき)은 일본 시가현 고난시에 있는 서일본 여객철도의 철도역이다.

## 역 구조
상대식 승강장 2면 2선 형태의 지상역으로, 열차끼리의 교행이 가능하다. 역사는 상행선 승강장 쪽에 있으며, 반대쪽 하행선 승강장과는 과선교로 연결되어 있다.
구사쓰역 관할권에 있으며, 역 업무는 JR 서일본 교통 서비스가 대신하고 있다. 초록 창구가 설치되어 있으며, 이코카 및 제휴 교통카드의 사용이 가능하다.
구사쓰 방면 승강장 남쪽에는 인입선이 있는데, 보선 차량들이 정차한다.

### 승강장
| 1 | ■ 구사쓰 선 | 기부카와 · 쓰게 방면 |
| 2 | ■ 구사쓰 선 | 구사쓰 · 교토 방면   |

## 역사
- 1889년 12월 15일 - 간사이 철도의 미쿠모 역 ~ 구사쓰 역 구간 개통과 동시에 개업.
- 1907년 10월 1일 - 간사이 철도의 국유화에 따라 국유철도의 소속이 되었다.
- 1987년 4월 1일 - 민영화에 따라 서일본 여객철도의 소속이 되었다.
- 2003년 11월 1일 - 이코카의 사용이 개시되었다.

## 인접역
| 서일본 여객철도 구사쓰 선 | 서일본 여객철도 구사쓰 선 | 서일본 여객철도 구사쓰 선 |
| ------------------------- | ------------------------- | ------------------------- |
| 기부카와 쓰게 방면        | ■ 구사쓰 선 보통          | 고세이 구사쓰 방면        |